# Cattedrale di San Demetrio (Sremska Mitrovica)
La cattedrale di San Demetrio (in serbo: Римокатоличка црква Светог Димитрија у Сремској Митровици) è sede della diocesi cattolica di Sirmio e si trova nella città di Sremska Mitrovica, in Serbia.

## Storia
La chiesa attuale è stata edificata nel 1810 e dedicata il 30 giugno dello stesso anno a san Demetrio, protettore della città. Fu in seguito elevata a concattedrale nel 1984 e a basilica minore nel 1991. Con il ripristino della diocesi di Sirmio nel 2008, la chiesa è stata elevata a cattedrale.